# Nieuw-Roden
Pour les articles homonymes, voir Roden.
Nieuw-Roden est un village situé dans la commune néerlandaise de Noordenveld, dans la province de Drenthe. Le 1er janvier 2008, le village comptait 1 318 habitants.